# Misia

Situación de la actual provincia turca de Balikesir, cuya localización se corresponde aproximadamente con la antigua Misia.

Misia (Μυσία; lat.: Mysia)  es una antigua región situada en la parte noroccidental de la península de Anatolia. Tenía salida a la costa del mar de Mármara y a la del mar Egeo. Limitaba con la Tróade al noroeste, Frigia y Bitinia al este y Lidia al sur. Las ciudades más importante de la región eran Pérgamo, Cícico, Lámpsaco y Nicomedia. El río Caico (actual Ak-su o Aksou, o Bakır Çay) es el principal río que atraviesa la región, de este a oeste. Su territorio se corresponde aproximadamente con la actual provincia de Balikesir, en la actual Turquía.

## Mitología
Misia es nombrada por Homero en la Ilíada (siglo VIII a. C.) como una de las regiones participantes en la guerra de Troya como aliada de los troyanos.

De los misios era jefe Crómide y el augur Énnomo; 
 pero no se defendió con augurios de la negra parca, 
 pues sucumbió a manos del velocípedo Eácida 
 en el río, justo donde aniquiló también a otros troyanos.
Homero: Ilíada, II, 858.

En otros poemas, se da noticia de que la expedición de los aqueos, la primera vez que partió de Áulide rumbo a Troya, se equivocó de rumbo y llegó a las costas de Misia. Allí Télefo, hijo de Heracles y rey de la región, combatió a los aqueos con sus tropas y mató a uno de sus caudillos, Tersandro, hijo de Polinices, pero el propio Télefo fue luego herido por Aquiles.
La tradición situaba la tumba de Tersandro en la ciudad de Elea, en la llanura del río Caicos.
Posteriormente Aquiles curó a Télefo y este indicó a los aqueos el rumbo correcto a Troya.
Sin embargo, Eurípilo, hijo de Télefo, también participó en la guerra de Troya como aliado de los troyanos. Se presenta a Eurípilo como un guerrero formidable, que acabó, entre otros, con la vida de Macaón. Fue muerto en batalla por Neoptólemo, hijo de Aquiles.
En el mito del viaje de los argonautas también aparece Misia como uno de los lugares por donde pasó el Argo, aunque en este caso por la costa del mar de Mármara en lugar de la del Egeo. 
Los Argonautas llegaron a las tierras de rey Cízico, que reinaba sobre una tribu llamada de los doliones. Fueron recibidos amistosamente pero tras partir de la ciudad, vientos adversos llevaron por la noche de nuevo a los argonautas a las tierras de Cízico. Estos no se habían dado cuenta del lugar a donde habían regresado por la confusión producida en la oscuridad, se entabló una batalla entre los doliones y los argonautas donde murió Cízico. Posteriormente los argonautas se lamentaron de su error y rindieron honores fúnebres al rey.
Después de este suceso continuaron por la costa de Misia:

Alcanzaron ellos los parajes poblados de la tierra Ciánida, junto al monte Argantoneo y la desembocadura del Cío. A su llegada en son de amistad hospitalariamente los acogieron los misios, que habitan aquella región.

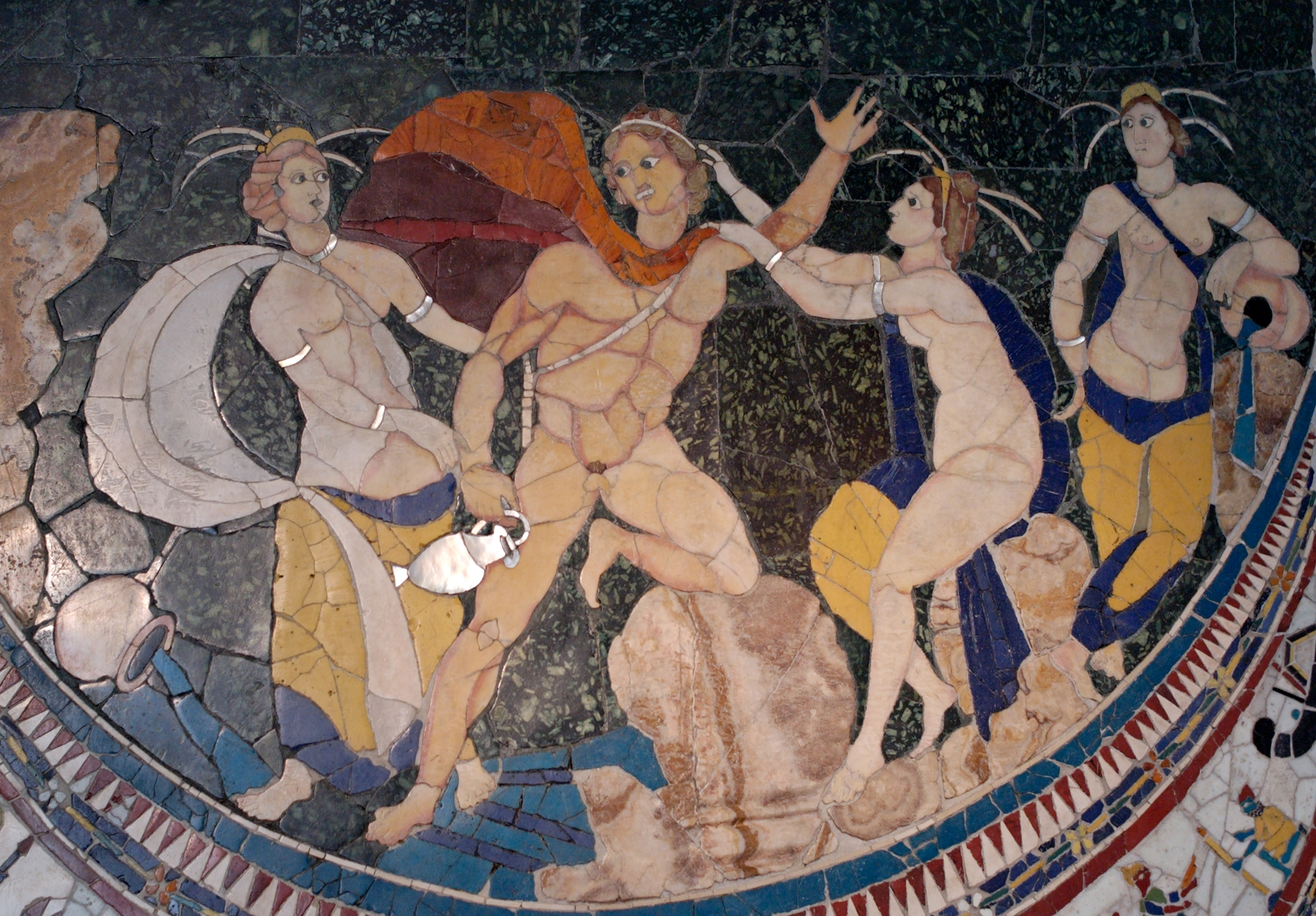
Rapto de Hilas por las ninfas. Panel romano del

En aquella región fue donde Hilas, el protegido de Heracles, fue raptado por las ninfas a causa de su belleza. Heracles y Polifemo abandonaron en ese momento la expedición puesto que partieron busca de Hilas pero mientras tanto el Argo partió sin ellos.
Lico, hijo de Dáscilo y nieto de Tántalo, era el rey de los mariandinos, una tribu de Misia, y acogió a los argonautas. Fue ayudado por estos en su guerra contra los bébrices.

## Historia
En la Edad de Bronce Misia formaba parte del territorio que los hititas llamaban Assuwa, aunque hay controversia sobre si el que los hititas conocían como país del río Seha corresponde al territorio de Misia, puesto que se discute si el río Seha era el posteriormente conocido como Caicos o, en cambio, el Hermos, que está situado más al sur, en Lidia. 
También se discute si Misia es la región que era aliada de los hititas y que estos conocían con el nombre de Mesa. Por otro lado, los egipcios conocían desde el siglo XIV a. C. por el nombre de meshwesh a un pueblo que posteriormente formó parte de los denominados pueblos del mar. Además, otra tribu que está documentada en fuentes egipcias durante el reinado de Ramsés III se llamaba keykesh. Aunque los eruditos sitúan ambas tribus en Libia, algunos investigadores han relacionado el nombre de meshwesh con la región de Misia y el de keykesh con el río Caicos, por lo que se ha supuesto que existieron relaciones culturales entre la región de Misia y los libios.
En la época de la Grecia arcaica, fueron fundadas colonias en su territorio por inmigrantes de Mileto.
Desde principios del siglo VI a. C., Misia estuvo bajo dominio del Imperio persa. La región de Misia participó en la llamada revuelta jónica contra los persas un siglo después, pero tras sofocar la rebelión, las ciudades de Misia fueron castigadas.
Alejandro Magno venció a los persas en 334 a. C. tras cruzar el Helesponto y pasó a controlar la región. Tras su muerte, Misia fue territorio controlado por los seléucidas. 
A mediados del siglo III a. C., estuvo en su territorio el reino de Pérgamo. Durante el reinado de Átalo I, los macedonios y los gálatas fueron derrotados. Luego, tras el reinado de Átalo III, en 133 a. C., Misia pasó a formar parte de los territorios de la República romana.